# Saint-Martial-de-Mirambeau
Saint-Martial-de-Mirambeau é uma comuna francesa na região administrativa da Nova Aquitânia, no departamento de Charente-Maritime. Estende-se por uma área de 9,08 km². Em 2010 a comuna tinha 291 habitantes (densidade: 32 hab./km²).